# آندره لوترر
آندره لوترر (انگلیسی: André Lotterer؛ زادهٔ ۱۹ نوامبر ۱۹۸۱) راننده خودروی مسابقه‌ای، و اتومبیل‌ران فرمول ۱ اهل بلژیک-آلمان است.
از باشگاه‌هایی که در آن بازی کرده‌است می‌توان به پورشه و آئودی اشاره کرد.